# Hung Hung
Hung Hung (chinois : 鴻鴻, pinyin : Hóng Hóng) est un écrivain, metteur en scène et réalisateur taïwanais né en 1964 dans la ville de Tainan.

## Biographie
De son vrai nom Yen Hung-ya (閻鴻亞), Hung Hung naît le 23 octobre 1964 dans la ville de Tainan, au sud de Taïwan. Dans les années 1980, il poursuit des études en art dramatique à l’Institut national des arts de Taipei (aujourd’hui Université nationale des arts de Taipei). Dès cette époque, il engage un travail artistique marqué par la diversité des supports et des sources d’inspiration. Son œuvre, à la fois littéraire, théâtrale et cinématographique, se caractérise en effet par de nombreuses citations aux cultures étrangères, notamment occidentales.
D’août 1996 à juillet 1997, Hung Hung séjourne en France en tant qu’artiste en résidence à la Cité internationale des arts de Paris. De retour à Taïwan, il poursuit une carrière protéiforme, alliant la création artistique à des activités de critique d’art, d’éditeur, d’organisateur d’événements culturels, de producteur, de traducteur et d’enseignant. Artiste engagé, Hung Hung milite par ailleurs régulièrement dans les rangs de mouvements sociaux de son pays .

## Activités littéraires
Hung Hung publie ses premiers poèmes au début des années 1980, dans des revues et des journaux. Son premier recueil de poésie, La musique de l'obscurité (黑暗中的音樂), est publié en 1990. Six autres paraissent entre 1996 et 2014.
Hung Hung écrit également de nombreux courts essais et plusieurs nouvelles. L’une d’elles, Le Manège (木馬) est adaptée en bande dessinée par le Hongkongais Chihoi en 2007.
En plus de son travail de création littéraire, Hung Hung poursuit dès les années 1990 des activités d’éditeur de poésie. En 1993, il devient ainsi rédacteur en chef de la revue taïwanaise Poésie moderne (現代文學), avant de cofonder le périodique Poésie d’aujourd’hui (現在詩) en 2002. En 2006, il crée la maison d’édition Dark Eyes (黑眼睛文化), qui assure entre autres tâches la publication de la Revue de poésie papier de toilette+ (衛生紙詩刊+) à partir de 2008.
L’œuvre littéraire de Hung Hung est récompensée de nombreux prix à Taïwan, dont le prix Wu San-lien (吳三連獎) en 2013.

## Activités théâtrales
Hung Hung monte ses premières pièces de théâtre alors qu’il est encore étudiant. En 1992, il devient rédacteur en chef de la revue de théâtre taïwanaise Performing Arts Review (表演藝術雜誌), avant de créer sa première troupe professionnelle en 1994, la Stalker Theater Group (密獵者劇團), avec laquelle il introduit de nombreuses œuvres occidentales à Taïwan.
En 1999, la maison d’édition taïwanaise Tang Shan (唐山出版社) lui confie la direction de la collection « Classiques traduits du théâtre contemporain » (當代經典劇作譯叢), avec laquelle il assure la publication d'une vingtaine d'ouvrages lors des deux années suivantes.
En 2009, Hung Hung crée une seconde troupe de théâtre, la Dark Eyes Performance Lab (黑眼睛跨劇團), avec laquelle il se propose « d'allier créativité théâtrale, expérimentations artistiques et culture de masse afin d'inciter à la réflexion par l’examen de problèmes contemporains et par la remise en question de tabous ».

## Activités cinématographiques
Hung Hung fait ses premiers pas au cinéma en tant que collaborateur d’Edward Yang, dont il coscénarise les films A Brighter Summer Day (1991) et Confusion chez Confucius (1994).
En 1998, il fonde sa propre société de production, Les Moutons sans soucis (快活羊電影工作室), pour laquelle il réalise aussitôt un premier film, L’Amour des trois oranges. Celui-ci reçoit en 1999 le prix de la mise en scène au Festival des trois continents de Nantes. Un second long métrage de fiction, La Comédie humaine (2001), obtient le prix du meilleur film au Festival du film de Mascate en 2002. En 2001, sa troisième œuvre cinématographique, Un Jardin dans le Ciel, un film semi-documentaire sur le thème des vêtements, est présenté au public. La réalisation suivante de Hung Hung, Le Passe-muraille, une œuvre de science-fiction inspirée de la nouvelle éponyme de Marcel Aymé et d’Alphaville de Jean-Luc Godard, sort en salle en 2007. Avec ces quatre films pour le grand écran, Hung Hung se distingue des courants majeurs du cinéma taïwanais de cette époque avec l’intention de « créer quelque chose de différent, sans se soucier de ce qui est attendu de la part d’un réalisateur taïwanais ».
En plus de ces œuvres pour le grand écran, Hung Hung réalise plusieurs documentaires pour la télévision publique taïwanaise. Il est également l’auteur du scénario du film The Rice Bomber (2014), de sa compatriote Cho Li (卓立), et le producteur du documentaire expérimental Le Moulin (2016), du Taïwanais Huang Ya-li (黃亞歷).

## Filmographie

### Réalisateur
- 1998 : L’Amour des trois oranges (三橘之戀)
- 2001 : La Comédie humaine (人間喜劇)
- 2001 : Un Jardin dans le Ciel (空中花園)
- 2007 : Le Passe-muraille (穿牆人)

### Scénariste
- 1991 : A Brighter Summer Day (牯嶺街少年殺人事件, Edward Yang)
- 1994 : Confusion chez Confucius (獨立時代), Edward Yang)
- 2014 : The Rice Bomber (白米炸彈客, Cho Li)

### Producteur
- 2016 : Le Moulin (日曜日式散步者, Huang Ya-li)

## Œuvres littéraires traduites en français
1. Choix de poèmes dans l’anthologie de poésie taïwanaise contemporaine De l’infidélité, trad. Esther Lin-Rosolato, Paris, Buchet/Chastel, 2008.
2. Le Train, bande dessinée réalisée en collaboration avec le dessinateur Chihoi, trad. Camille Loivier, Genève, Atrabile, 2010.
3. Un poisson qui écrivait des romans, nouvelle, trad. Matthieu Kolatte et al., in Jentayu, n° 8, Andert-et-Condon, 2018, p. 101-106.
4. Le passe-muraille, recueil de poèmes, trad. Camille Loivier, Belval, Éditions Circé, 2018.
5. Un mouton sur l'oreiller, nouvelle, trad. Matthieu Kolatte et al., Impressions d'Extrême-Orient (revue en ligne), n° 11, 2021.

## Principales distinctions
- 1991 : Prix du meilleur scénario au Festival de cinéma du Golden Horse pour A Brighter Summer Day.
- 1999 : Prix de la mise en scène au Festival des trois continents pour L’Amour des trois oranges.
- 2002 : Prix du meilleur film (dague d’or) au Festival du film de Mascate pour La Comédie humaine.
- 2013 : Prix de littérature Wu San-lien